# Байтанат
Байтанат (каз. Байтанат) — село в Бородулихинском районе Абайской области Казахстана, рядом с казахстанско-российской границей. Входит в состав Зубаировского сельского округа. Код КАТО — 633849200.

## Население
В 1999 году население села составляло 160 человек (75 мужчин и 85 женщин). По данным переписи 2009 года, в селе проживали 144 человека (72 мужчины и 72 женщины).